# 塔失海牙
塔失海牙（畏吾儿音：Tašqaya，?—?），又译塔失海涯、答失海牙。元朝大臣，任中书平章政事。
大德十一年（1307年），元武宗即位，由江浙行省平章政事入朝为中书省平章政事。至大三年（1310年），受命主持招募民工疏浚会通河之事。元仁宗皇庆元年（1312年），拜御史大夫。延祐七年（1320年），元英宗即位，再任为中书平章政事。次年，因为受赃被弹劾，杖责免官。致和元年（1328年），泰定帝驾崩，他和燕帖木儿等人拥立元文宗，于是由太子詹事升任中书省平章政事，后来改任大司农。元顺帝至元元年（1335年），加太尉，第四次任平章政事，领都水监、度支监。至元六年（1340年），进太傅。